# Munio Moniz de Bierzo
Munio Moniz de Bierzo (1030 — 1097) conde de Bierzo.

## Relações familiares
Foi filho de Munio Rodrigues e de Jimena Ordonhes, filha de Ordonho Bermudes e de Fronilde Pais.
Foi casado por duas vezes. O primeiro casamento foi com Muniadona Moniz, filha de Munio Moniz, conde de Cea, de quem teve:
1. Ximena Moniz (ca. 1060 - 1128), teve duas filhas com o rei Afonso VI de Leão e Castela.
2. Gontronde Moniz (1060 -?), casou por duas vezes, a primeira com D. Gomes Echigues e a segunda com Soeiro Mendes da Maia, “o Bom”.
3. Arias Nunes.

O segundo casamento foi com Velasquita Moniz.